# Rheinstetten
Rheinstetten város Németországban, azon belül Baden-Württembergben. Lakosainak száma 20 695 fő (2023. december 31.).

## Városrészei

Forchheim
Mörsch
Neuburgweier

## Története
1975-ben egyesítették Forchheimet, Mörschet és Neuburgweiert, ekkor jött létre Rheinstetten. 
2000-ben a település város lett.

## Népesség
A település népessége az elmúlt években az alábbi módon változott:
| Lakosok száma | 13 550 | 15 879 | 17 859 | 18 814 | 18 670 | 20 048 | 20 261 | 20 406 | 19 824 | 20 695 |
|               | 1961   | 1967   | 1974   | 1980   | 1986   | 1993   | 1999   | 2005   | 2012   | 2023   |